# ロブ・マットソン
ロバード・ドナルド・マットソン（Robert Donald Mattson, 1966年11月18日 - ）は、アメリカ合衆国フロリダ州ウェストパームビーチ出身の元プロ野球選手（投手）。

## 経歴
アトランタ・ブレーブスに所属していたものの大リーグでプレーした経験はなく、日本での活躍をアメリカでの契約につなげようと意気込み、来日。
ナックルボーラーである。日本にもナックルボールを投げる投手はいたが、あくまでも変化球のひとつとして扱っているに過ぎなかった。このため、投球の大部分がナックルボール（いわゆるフルタイム・ナックルボーラー）であったマットソンを「日本プロ野球界初のナックルボーラー」であると評価する声もあり、本人も「投げた自分もボールがどこに行くかわからない」と語るボールで、海風がバックネットに跳ね返り、不規則な変化を倍増させる千葉マリンスタジアムでの登板を得意とした。
1998年シーズンは、チーム最多の9勝を挙げたものの相手打者が打席の後方に立ち、ひたすらストレートを待つ作戦に切り替えたところ、変化球の大部分が見極められるようになり、翌1999年シーズンは、5勝で終わり、その年のシーズンオフに戦力外通告を受けた。
その後はメキシカンリーグや独立リーグでプレーし、2001年シーズン限りで現役を引退。

## 詳細情報

### 年度別投手成績
| 年 度   | 球 団   | 登 板 | 先 発 | 完 投 | 完 封 | 無 四 球 | 勝 利 | 敗 戦 | セ 丨 ブ | ホ 丨 ル ド | 勝 率 | 打 者 | 投 球 回 | 被 安 打 | 被 本 塁 打 | 与 四 球 | 敬 遠 | 与 死 球 | 奪 三 振 | 暴 投 | ボ 丨 ク | 失 点 | 自 責 点 | 防 御 率 | W H I P |
| ------- | ------- | ----- | ----- | ----- | ----- | -------- | ----- | ----- | -------- | ----------- | ----- | ----- | -------- | -------- | ----------- | -------- | ----- | -------- | -------- | ----- | -------- | ----- | -------- | -------- | ------- |
| 1998    | 近鉄    | 24    | 13    | 5     | 1     | 0        | 9     | 7     | 0        | --          | .563  | 545   | 131.2    | 109      | 9           | 59       | 3     | 3        | 74       | 1     | 2        | 57    | 52       | 3.55     | 1.28    |
| 1999    | 近鉄    | 20    | 9     | 2     | 0     | 0        | 5     | 4     | 0        | --          | .556  | 374   | 84.1     | 87       | 10          | 43       | 2     | 9        | 59       | 3     | 2        | 44    | 44       | 4.70     | 1.54    |
| NPB:2年 | NPB:2年 | 44    | 22    | 7     | 1     | 0        | 14    | 11    | 0        | --          | .560  | 919   | 216.0    | 196      | 19          | 102      | 5     | 12       | 133      | 4     | 4        | 101   | 96       | 4.00     | 1.38    |

### 背番号
- 47 （1998年 - 1999年）

### 記録
NPB
- 初登板：1998年5月15日、対日本ハムファイターズ6回戦（東京ドーム）、6回裏無死に2番手で救援登板、1回2/3を2失点
- 初奪三振：1998年5月22日、対西武ライオンズ8回戦（西武ドーム）、3回裏に松井稼頭央から
- 初勝利：1998年7月5日、対オリックス・ブルーウェーブ13回戦（グリーンスタジアム神戸）、2回裏1死に2番手で救援登板、4回2/3を無失点
- 初先発・初先発勝利：1998年7月9日、対日本ハムファイターズ17回戦（東京ドーム）、8回1/3を2失点
- 初完投：1998年8月15日、対千葉ロッテマリーンズ19回戦（大阪ドーム）、9回2失点で敗戦投手
- 初完投勝利・初完封勝利：1998年9月9日、対日本ハムファイターズ25回戦（大阪ドーム）